# نورو (ماساژ)

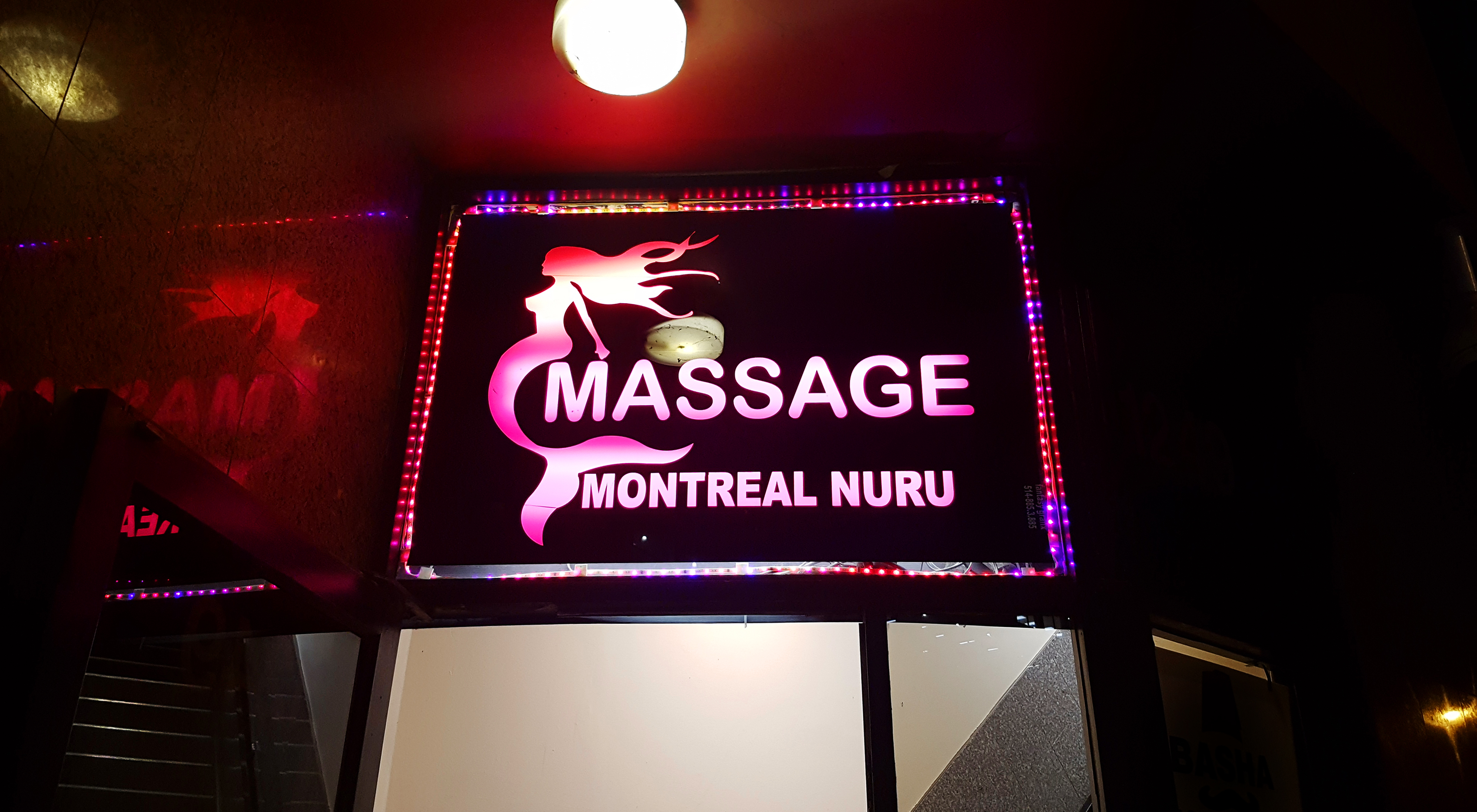
تابلو سالن نورو ماساژ در مونترال

نورو ( ژاپنی: ぬる به معنی لیز یا لغزنده) نوعی ماساژ اروتیک با تماس کامل بدن با بدن است، این عمل در حالی که هم ماساژور یا ماساژ دهنده و هم مشتری برهنه هستند با استفاده از یک نوع ژل انجام می‌شود. این ژل به طور سنتی از جلبک دریایی تهیه می شود و به تسهیل حرکات ماساژ کمک می‌کند.
سالن های ماساژ این تکنیک را به ژاپن،  گاهی به طور خاص به شهر کاوازاکی نسبت می دهند.
از آنجایی که این نوع ماساژ شامل تماس کامل بدن، بین فردی که ماساژ می دهد و مشتری با "پایان خوش" است، در بسیاری از حوزه های قضایی ژاپن تحت ممنوعیت های قانونی علیه تن‌فروشی و روسپی‌خانه ها قرار می گیرد.